# Lyndon Ferns
Lyndon Ferns (* 24. September 1983 in Polokwane (Pietersburg)) ist ein südafrikanischer Schwimmer in der Freistildisziplin.
Bei den Olympischen Sommerspielen 2004 in Athen gewann er mit der südafrikanischen Staffel die Goldmedaille über 4 × 100 Meter Lagen und brach den Weltrekord. 2006 konnte er seinen Erfolg bei den Commonwealth Games in Melbourne, Australien wiederholen. Bei den Olympischen Sommerspielen 2008 in Peking, China, erreichte Ferns im 100-Meter-Freistilfinale den sechsten Platz mit einer Zeit von 48,04 Sekunden, im 4-mal-100-Meter-Freistilfinale den siebten Platz und im 100-Meter-Schmetterlinghalbfinale den 14. Platz.
Er hält zurzeit folgende Rekorde:
- Südafrikanischer Rekord 100 m Schmetterling
- Südafrikanischer und Afrikanischer Rekord 4 × 100 m Freistil und 4 × 50 m Freistil